# Радко Радков
Радко Василев Радков е български поет и драматург. Автор е на многобройни поеми (лирика и сатира), както и на повече от 20 исторически драми в стихове, поставяни в страната и в чужбина. Майстор е на класическата сонетна форма.

## Биография
Роден е във Велико Търново на 31 януари 1940 г. Отраснал е в Габрово, откъдето е семейството му. Започва да пише стихове на 7-годишна възраст. Завършва Духовната семинария край Черепиш през 1959 г. и „Класическа филология“ в Софийския държавен университет през 1967 г.
Работи като редактор на отдела за старогръцка и латинска литература в издателство „Народна култура“, София (1966 – 1969). Специалист по раннохристиянска и византийска литература в Института за балканистика при БАН. Преподавател по класически езици във Великотърновския университет „Св. св. Кирил и Методий“. От 1973 до 1979 г. е завеждащ на Дома за литературно творчество към Окръжния комитет за култура във Велико Търново.
Заедно с режисьора Александър Попов става основател и организатор на Старинния театър в София. Радко Радков е и редактор на антологията „Антична поезия“. Лириката му възражда старинната форма на царския сонет, чиито образци в България създават Иван Вазов, Димчо Дебелянов, Димитър Бояджиев. През 1985 г. по покана на Ватикана пред Папа Йоан-Павел II е в катедралата „Св. Петър“ е представена част от неговата пиеса „Похвално слово за словото“, по случай 5-годишнината от провъзгласяване на светите братя Кирил и Методий за покровители на Обединена Европа.
Член на Съюза на българските писатели.
Умира на 1 септември 2009 г. във Велико Търново на 69-годишна възраст.

## Признание и награди
Той е единственият творец в света, двукратен носител на Международната Наполеонова награда „Солензара“ в Сорбоната – за драмите в стихове в стихове „Теофано“ (1983) и „Всенародно бдение за Апостола“ (2005). Заедно с Любомир Левчев е удостоен със званието „Кавалер на френската култура“ за трагедията в стихове „Балдуин Фландърски“, връчена му в Парижкия клуб на сенаторите (1985). Носител на Кръста на Френската академия на науката за литература и изкуство (1985).
Лауреат на национални награди за драми в стихове, на църковния орден „Св. Софроний, епископ Врачански“ – I ст. Носител на наградата „Велико Търново“ на Община Велико Търново. Носител е на Евтимиева награда на Великотърновския университет (2005).
Удостоен е със званието Почетен гражданин на Габрово (2006).

## Посмъртно признание
През 2012 г. във великотърновската „Алея на творците на България“ до художествената галерия „Борис Денев“ е открит паметен знак на Радко Радков, дело на скулптора Панайот Димитров – Понката.
В края на 2015 г. НОЛИ „Формула 6“ внася предложение за Статут на национална литературна награда „Радко Радков“ до Община Велико Търново.

### Пиеси в стихове
- „Балдуин Фландърски“ – Издателство „Абагар“, 2002
- „Хан Аспарух“ – Издателство „Абагар“, 2003
- „Цар Петър Делян“ Народна трагедия в 5 действия – Издателство „Абагар“, 2001
- „Битка за Преслав“ – създадена 1970 г.
- „Теофано̀“ трагедия в 5 действия – Издателство „Абагар“, 2003
- „Маргарито̀“ – създадена 1973-74 г.
- „Св. Евтимий Патриарх Търновски“ Народна трагедия в 2 части, пролог и епилог, Издателство „Абагар“, 2001
- „Константин и Фружин“ – създадена 1974-75 г.
- „Преславски събор“ Драматичен фрагмент – създаден 1992-93 г.
- „Цар Симеон Велики. Трагедията на Триумфатора“ Издателство „Кота“ – Стара Загора, 2005
- „Похожденията на Атина“ – създадена 1997-98 г.
- „Всенародно бдение за Апостола“ – създадена 1986 г. – 1 част, 1997-98 г. – 2 част
- „Цар Севт Трети – Мистерия хероика“ – Издателство „Фабер“, 2006

### Ритуални драми в стихове
- „Похвално слово за Словото“ – посветена на Светите братя Кирил и Методий – създадена 1978 г.
- „Йоан Кукузел, Ангелогласния“ – публ. 1981 г.
- „Тайната вечеря“ – посветена на Леонардо да Винчи, създадена 1978 г.

### Стихосбирки
- „Оцелялото евангелие на цар Иван Александър“ – създадена 1977, неиздадена
- „Сонети“ – Издателство „Георги Бакалов“ – Варна, 1978
- „Византийски запеви“ – 1-во издание – Издателство „Народна младеж“, 1978
  - „Византийски запеви“ 2-ро изд. – Издателство „Захари Стоянов“, 2001
- „Слово за Търновград“ – Издателство „Егрегор“, 1991 и Издателство „Фабер“
- „Апокалипсис сега“ – Издателство „Захари Стоянов“, 1995
- „Царски сонети на Любовта“ – Издателство „Абагар“, 1996
- „Багренородна звездопис“ – Издателство „Абагар“, 2004
- „Сонети на Любовта“ – Издателство „Абагар“, 2006

### Сатира
- „Български Сатирикон“ – Издателство „Христо Ботев“, 1996

### Поезия за деца
- „Изворче“ – публ. 2002